# Oreina
Oreina (лат.) — род жуков из подсемейства хризомелины семейства листоеды.

## Описание
Жуки со слегка сплющенным удлинённым телом от 3 до 12 мм с тонкими длинными усиками. Длина заднегруди равна длине первого стернита брюшка. Питаются на сложноцветных и зонтичных.

## Систематика
Включает 28 видов. Рассматривается также в ранге подрода рода Chrysolina.
- Oreina alpestris
- Oreina bidentata
- Oreina bifrons
- Oreina cacaliae
- Oreina coerulea
- Oreina elongata
- Oreina frigida
- Oreina genei
- Oreina intricata
- Oreina liturata
- Oreina ludovicae
- Oreina melancholica
- Oreina peirolerii
- Oreina plagiata
- Oreina speciosa
- Oreina speciosissima
- Oreina splendidula
- Oreina virgulata
- Oreina viridis
- Oreina vittigera

## Распространение
Встречаются преимущественно в горах Европы, на востоке ареал достигает Алтая.